# Maspelt
Maspelt is een dorp met 100 inwoners in de Luikse gemeente Burg-Reuland. Het dorp werd voor het eerst schriftelijk vermeld in 1495 en behoorde tot de heerlijkheid Thommen. Kerkelijk viel het onder de parochie Thommen, maar op verzoek van de bewoners werd het dorp in 1803 ingedeeld bij de parochie Reuland, na kerkelijke onrust die wat gestild was door het Concordaat van 1801.

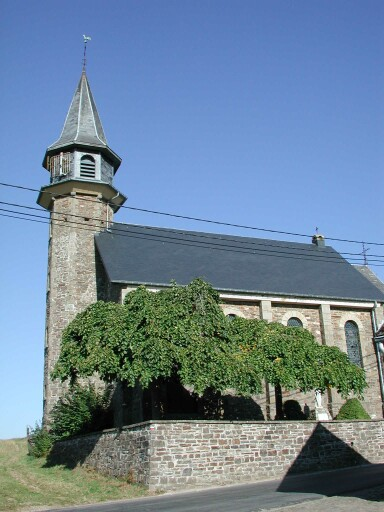
Sint-Hilariuskerk. Onder de bomen is het beeld van Hilarius te zien.

## Ligging
Maspelt ligt in de Belgische Eifel. De rivier de Our, die een kleine kilometer ten oosten van het dorp loopt, vormt ter plaatse de grens met de Duitse gemeente Winterspelt, in de deelstaat Rijnland-Palts. Door Maspelt loopt de gelijknamige weg Maspelt, die het dorp verbindt met het westelijk gelegen Grüfflingen en het noordelijke Lommersweiler. Bezuiden dit dorp maakt de weg een nauwe lus omheen de Burgknopf, een rotsheuvel met fundamenten van een burcht.

## Bezienswaardigheden
Aan de weg naar Bracht staat de natuurstenen Sint-Hilariuskerk uit 1930, in neoromaanse stijl ontworpen door Henri Cunibert. De uitgebouwde toren is een achtkantige klokkentoren, waarvan de naaldspits een uitkragende zeeg heeft. Naast het toegangsportaal van de kerk staat een beeld van de heilige Donatus van Münstereifel. Deze is beschermheilige tegen de bliksem, wat ook in de plaatselijke overleveringen een rol speelt en op zijn sokkel vermeld staat: "Heiliger Martgrer Donatus befreie uns von allem Ungewitter". (Heilige martelaar Donatus, bescherm ons tegen alle onweer). Uit de kapel die hier voorheen stond, is alleen het hoogaltaar overgebleven, met beelden van de schutspatronen Hilarius en Rosa van Lima.

## Natuur en landschap
Maspelt ligt in het Natuurpark Hoge Venen-Eifel, boven het dal van de Our.

## Nabijgelegen kernen
Nabijgelegen kernen zijn Grüfflingen, Neidingen, Lommersweiler, Alster en Bracht. 
Deelgemeenten: Reuland · Thommen

Overige kernen: Aldringen · Alster · Auel · Bracht · Braunlauf · Diepert · Dürler · Espeler · Grüfflingen · Koller · Lascheid · Lengeler · Maldingen · Malscheid · Maspelt · Oberhausen · Oudler · Ouren · Richtenberg · Steffeshausen · Stoubach · Weidig · Weisten · Weweler

Belgische gemeenten · Duitstalige Gemeenschap · Arrondissement Verviers · Luik · Wallonië